# Слонова, Анастасия Геннадьевна
Анастасия Геннадьевна Слонова (17 мая 1984) — молдавская футболистка. Выступала за сборную Молдавии.
В 2009 году Анастасия Слонова стала чемпионкой России по футзалу в составе калужской ДЮСШ «Анненки».

## Достижения
- Чемпионка России (3): 2010, 2011/2012, 2012/2013
- Серебряный призёр чемпионата России (1): 2014
- Бронзовый призёр чемпионата России (2): 2008, 2013
- Обладательница Кубка России (1): 2010

## Значимые голы
| Дата       | Турнир         | Команда                   | Соперник            | Голы     |
| ---------- | -------------- | ------------------------- | ------------------- | -------- |
| 24.09.2005 | ОМ ЧМ-2007     | Молдова                   | Эстония             | 8′       |
| 10.08.2010 | Лига чемпионов | Россиянка (Красноармейск) | 1 Дезембро (Синтра) | 39′      |
| 13.10.2010 | Лига чемпионов | Россиянка (Красноармейск) | Легенда (Чернигов)  | 80′      |
| 17.10.2013 | Лига чемпионов | Зоркий (Красногорск)      | Атлетико (Мадрид)   | 18′, 71′ |